# Rocas Alijos

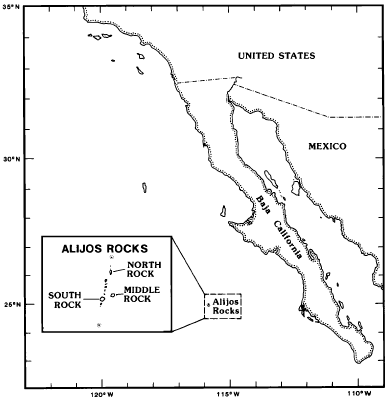
karta över Rocas Alijos

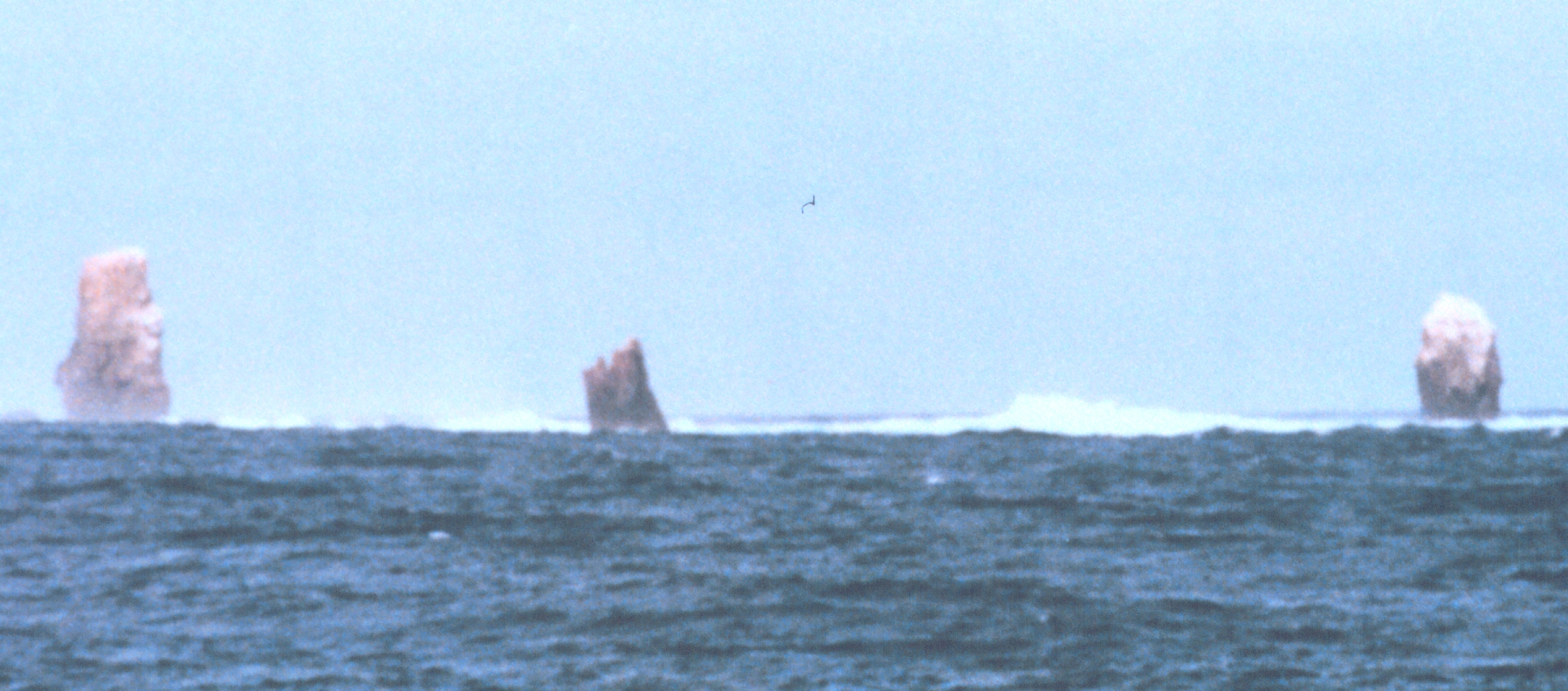
Rocas Alijos, South Rock till vänster

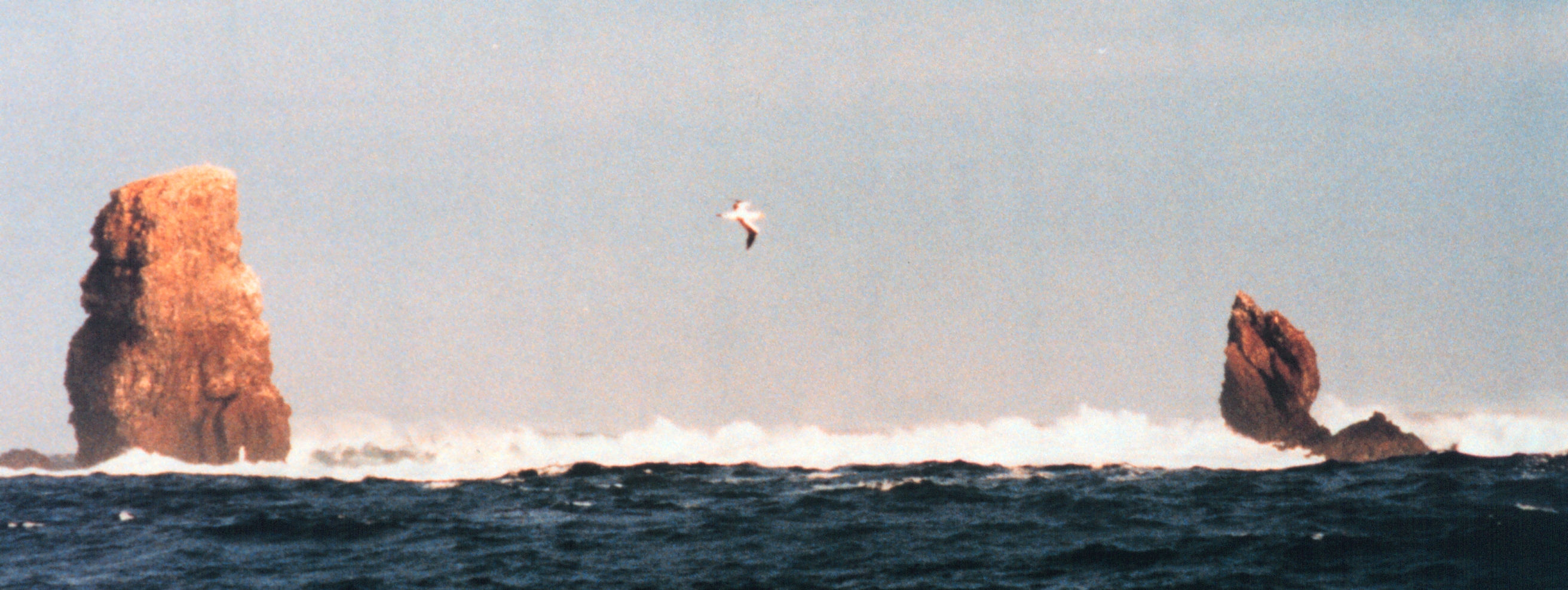
Rocas Alijos

Rocas Alijos (spanska Rocas Alijos eller Escollos Alijos) är en ögrupp i östra Stilla havet som tillhör Mexiko. 

## Geografi
Rocas Alijosöarna ligger cirka 300 kilometer nordväst om delstaten Baja California Sur.  
Den obebodda ögruppen är en grupp klippöar av vulkaniskt ursprung och har en areal om mindre än 1000 m². Området är ca 200 m långt och består av huvudklipporna
- Roca Sur / South Rock, den största med en höjd på ca 34 m och ca 14 m bred
- Roca Medio / Middle Rock, med en höjd på ca 18 m och ca 10 m bred
- Roca Norte / North Rock, med en höjd på ca 22 m och ca 12 m bred

Mellan huvudklipporna ligger ytterligare klippor såväl ovan som under vattenytan. Ögruppen är boplats för en rad sjöfåglar.
Öarna tillhör Comondús kommun i delstaten Baja California Sur.
Rocas Alijosöarna är tillsammans med Guadalupeön och Revillagigedoöarna de enda mexikanska områden som inte ligger på kontinentalsockeln.

## Historia
Rocas Alijosöarna upptäcktes i mitten på 1500-talet av spanska sjöfarare och en första karta finns från år 1598. Den första noggrannare beskrivningen gjordes 1704 av den engelske piraten John Clipperton.
1791 utförde en spansk expedition den första kartläggningen.
Den första vetenskapliga expeditionen genomfördes först 1990 av Cordell Expedition Team under Robert W. Schmieder.